# Episodi di Pacific Blue (terza stagione)
La terza stagione della serie televisiva Pacific Blue è stata trasmessa in anteprima negli Stati Uniti d'America da USA Network tra il 3 agosto 1997 e il 19 aprile 1998.
| nº | Titolo originale      | Titolo italiano              | Prima TV USA      | Prima TV Italia |
| -- | --------------------- | ---------------------------- | ----------------- | --------------- |
| 1  | Inside Straight       | Il valore della vita         | 3 agosto 1997     |                 |
| 2  | Ties That Bind        | Gioco pericoloso             | 10 agosto 1997    |                 |
| 3  | Rave On               | Festa è finita - Droga party | 17 agosto 1997    |                 |
| 4  | Blood for Blood       | Sangue chiama sangue         | 24 agosto 1997    |                 |
| 5  | Excessive Force       | Eccesso di forza             | 7 settembre 1997  |                 |
| 6  | Sandman               | L'uomo dei sogni             | 21 settembre 1997 |                 |
| 7  | Repeat Offenders      | Offesa ripetuta              | 28 settembre 1997 |                 |
| 8  | Matters of the Heart  | Questioni di cuore           | 5 ottobre 1997    |                 |
| 9  | Cop in a Box          | Un poliziotto in scatola     | 2 novembre 1997   |                 |
| 10 | Only in America       | Solo in America              | 9 novembre 1997   |                 |
| 11 | Soul Mate             | L'anima gemella              | 30 novembre 1997  |                 |
| 12 | Sisters               | Sorelle                      | 7 dicembre 1997   |                 |
| 13 | Avenging Angel        | Angeli vendicatori           | 14 dicembre 1997  |                 |
| 14 | Heartbeat             | Anniversario di nozze        | 28 dicembre 1997  |                 |
| 15 | Armed and Dangerous   | Sensi di colpa               | 11 gennaio 1998   |                 |
| 16 | Caretakers            | Caccia al tesoro             | 18 gennaio 1998   |                 |
| 17 | House Party           |                              | 1º febbraio 1998  |                 |
| 18 | Double Lives          | Doppie vite                  | 8 marzo 1998      |                 |
| 19 | Heat of the Moment    |                              | 22 marzo 1998     |                 |
| 20 | With This Ring        |                              | 5 aprile 1998     |                 |
| 21 | Till Death Do Us Part |                              | 12 aprile 1998    |                 |
| 22 | Best Laid Plans       | Le migliori intenzioni       | 19 aprile 1998    |                 |